# Maserati 3200 GT

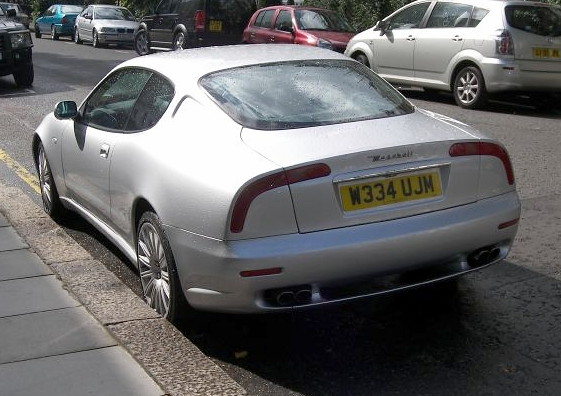
Luces de cola estilo «boomerang» del Maserati 3200 GT.

El Maserati 3200 GT es un automóvil de gran turismo producido por el fabricante italiano Maserati desde 1998 hasta 2001. El coupé de lujo fue diseñado por Italdesign, cuyo fundador y jefe Giorgetto Giugiaro previamente ya había diseñado, entre otros, los Ghibli, Bora y Merak.
Se distribuyeron principalmente en Europa. El 3200 GT comparte el V8 doble turbo de 3,2 litros usado en el Maserati Quattroporte IV y Shamal, revisado y ajustado a 365 CV (272 kW), pudiendo alcanzar una velocidad máxima de 290 km/h. Tiene caja de cambios manual de 6 marchas.
El modelo fue sustituido a principios de 2002 por el Maserati Coupé (diseñado de manera similar), cuando Maserati regresó al mercado de los Estados Unidos. El diseño original de las luces traseras de diodos en forma de boomerang fue sustituido por no satisfacer las necesidades de visibilidad nocturna en Estados Unidos.

## GTA 3200
Existe una versión con cambio automático llamada "GTA 3200", que está equipada con una caja de cambios automática de 4 relaciones marca BTR de origen Australiano, y su motor ofrece 370 CV (271 kW). 

## 3200 GT Assetto Corsa
Presentado al público en el Salón del Automóvil de Ginebra de 2001, el 3200 GT "Assetto Corsa" es una edición limitada y numerada de la versión GT con un paquete especial. Se fabricaron 250 unidades en total, de las cuales 75 unidades fueron destinadas al mercado inglés y 10 unidades fueron destinadas al mercado Australiano.